# Kumpusaari (ö i Kajanaland, Kajana, lat 64,11, long 28,42)
Kumpusaari är en ö i Finland. Den ligger i sjön Sapsojärvet och i kommunen Sotkamo i den ekonomiska regionen  Kajana ekonomiska region  och landskapet Kajanaland, i den centrala delen av landet, 500 km norr om huvudstaden Helsingfors. Öns area är 1,1 hektar och dess största längd är 140 meter i sydöst-nordvästlig riktning.